# هاوارد هاکس
هاوارد وینچستر هاکس انگلیسی: Howard Winchester Hawks؛ ۳۰ مه ۱۸۹۶ - ۲۶ دسامبر ۱۹۷۷) کارگردان، تهیه‌کننده و فیلم‌نامه‌نویس فیلم آمریکایی در دوران طلایی هالیوود است.
هاکس از نظر اکثر منتقدان سینمایی از جمله کارگردانان مؤلف به‌شمار می‌رود که همواره امضای شخصی خود را در آثار سینمایی‌اش دارد. از آثار معروف این کارگردان می‌توان فیلم‌هایی چون ریو براوو، بزرگ کردن بیبی، داشتن و نداشتن و هاتاری! را نام برد.

## زندگی
هاوارد هاکس در سال ۱۸۹۶ در ایندیانای آمریکا به دنیا آمد. تا پیش از گرایش به سینما در جنگ جهانی اول خلبان بود و از ۱۹۱۹ به‌عنوان دستیار صحنه در کمپانی «مری‌پیکفورد» کار سینما را آغاز کرد. بین سال‌های ۱۹۲۰ و ۱۹۲۵ به تدوینگری فیلم، سپس فیلمنامه‌نویسی و سرانجام دستیار کارگردانی ارتقاء یافت. در این مرحله کمپانی مری‌پیکفورد را ترک کرد و به‌عنوان کارگردان قراردادی به کمپانی «فاکس فیلم کورپوریشن» پیوست. در آنجا هفت فیلم صامت ساخت. پس از پیدایش صدا بود که هاکس اعتباری یافت و توانست قراردادهای درازمدتی با استودیوها ببندد. او تا سال ۱۹۷۰ حدود ۵۰ فیلم را کارگردانی کرد. هاوارد هاکس سال ۱۹۷۷ در کالیفرنیا درگذشت.

## سینمای هاکس
سینمای هاکس سینمای قصه‌گوست، سینمایی برای سینما. هاکس فیلم می‌سازد که قصه‌اش را به بهترین نحو و سینمایی‌ترین شکل ممکن با بهترین و قابل قبول‌ترین بازی‌ها بیان کند و به گفته خودش اگر مطمئن نباشد که از عهده گفتن و ساختن قصه فیلم به خوبی برخواهد آمد فیلم را نخواهد ساخت! شاخص این تفکر در سینما بی شک هیچکاک است که در حقیقت سازنده معبدی برای ستایش سینماست و کسانی چون هاکس و جان فورد را نیز در معبد خود گنجانده‌است. هاکس اول قصه را می‌خواند و تصور می‌کند و باز می‌نویسد. این اولین پله است که او در تمام جزئیات قصه بر روی کاغذ با وسواس پیاده می‌کند و با خیال آسوده آن را برای پله دوم که پیاده کردن قصه در صحنه است پیش می‌برد. در پله دوم سینما جان می‌گیرد. بازی‌ها با دقت و وسواس تمام تصحیح می‌شوند. دکوپاژی که فیلم‌نامه طلب می‌کند با ظرافت و تیزبینی انجام می‌شود و بعد نور، صدا، دوربین، حرکت…
در سینمای هاکس استفاده از هر نمایی، مفهوم خاصی را در پی دارد. شاید تماشاچی، دانش دقیقی از مفاهیم مستفاد از هر نما، نداشته باشد ولی این شیوه گزینش نماها در ناخودآگاه تماشاچی اثر می‌کند. با این حال دو پله اول یعنی قصه فیلم‌نامه و بازی‌ها هنوز هم نقش اصلی را در سینمای هاکس بازی می‌کنند. هاکس سال‌ها با بهترین فیلم‌نامه‌نویسان زمان خودش کار کرد و پنجاه اثری که از خود برجای گذاشت حاصل همکاری با نویسندگانی چون بیلی وایلدر، چارلز براکت، بن هکت، ویلیام فاکنر، چارلز مک‌آرتور، جولز فرتمن، دادلی نیکولز، چارلز لدرر، بوردن چیس، ناتالی جانسن، لی براکت و… بود.
در کتاب سینما به روایت هوارد هاکس، ترجمه پرویز دوایی می‌خوانیم: تنوع ژانری فیلم‌های او نیز نمودی دیگر از اوج خلاقیت و هوشمندی این قصه‌گوی بزرگ است؛ کمدی‌های پارودی سرشار از ریزبینی و نکته‌سنجی‌اش، نوآرهای سرشار از تعلیق و کشکمش‌اش، وسترن‌های شورانگیز طناز و نفس‌گیرش و حتی فیلم‌های حادثه‌ای و ماجراجویانه‌اش که از بهترین نمونه‌های اکشن در همه‌ی زمان‌ها هستند!

## گزیده فیلم‌شناسی
- ریو لوبو (۱۹۷۰)
- ال‌دورادو (۱۹۶۶)
- خط قرمز ۷۰۰۰ (۱۹۶۵)
- ورزش دلپذیر مردان؟ (۱۹۶۴)
- هاتاری! (۱۹۶۲)
- ریو براوو (۱۹۵۹)
- آقایان موطلایی‌ها را ترجیح می‌دهند (۱۹۵۳)
- خانه پر او. هنری (۱۹۵۲)
- میمون‌بازی (۱۹۵۲)
- آسمان بزرگ (۱۹۵۲)
- چیزی از دنیای دیگر (۱۹۵۱)
- من یک عروس مذکر زمان جنگ بودم (۱۹۴۹)
- رود سرخ (۱۹۴۸)
- خواب ابدی (۱۹۴۶)
- داشتن و نداشتن (۱۹۴۴)
- یاغی (۱۹۴۳)
- نیروی هوایی (۱۹۴۳)
- آتیش‌پاره (۱۹۴۱)
- گروهبان یورک (۱۹۴۱)
- منشی همه‌کاره او (۱۹۴۰)
- فقط فرشتگان بال دارند (۱۹۳۹)
- بزرگ کردن بیبی (۱۹۳۸)
- بیا و بگیرش (۱۹۳۶)
- توئنتی‌اث سنچری (قرن بیستم) (۱۹۳۴)
- زنده باد ویا! (۱۹۳۴)
- ما امروز زندگی می‌کنیم (۱۹۳۳)
- کوسه ببری (۱۹۳۲)
- صورت‌زخمی (۱۹۳۲)
- پرواز شناسایی (۱۹۳۰)
- سیرک هوایی (۱۹۲۸)
- عشق پولی (۱۹۲۷)